# Vilma Silva
Vilma Chissola Ebo da Silva (født 3. juni 1997 i Luanda, Angola) er en kvindelig angolansk håndboldspiller som spiller for Primeiro de Agosto og Angolas kvindehåndboldlandshold, som højre back.
Hun deltog ved VM 2017 i Tyskland og VM 2019 i Japan.